# 阿蘇山
阿蘇山（日语：／ Aso san）是位於日本九州中央的一個活火山，為一火山群之總稱，週邊地區被稱為「阿蘇地區」，此地的外輪山為世界少見可完整見到的破火山口（火山臼）地型，整個火山臼的東西約18公里寬，南北約25公里寬，有將近五萬的人口居住於此火山臼地形中。阿蘇山也是熊本縣別稱「火之國」的由來，現在整個火山區域已被列入阿蘇九重國立公園的範圍。
因為緊鄰城市，交通便利，被規劃為可以讓一般民眾觀察火山的旅遊景點，在火山邊設有火山博物館，過去曾設纜車可直接抵達中岳火山口旁，但在2016年熊本地震後損壞，已於2018年拆除；目前可開車直接抵達火山口旁，但在火山活動較為劇烈時，會因有毒瓦斯氣體而暫停開放。而為了預防緊急狀況，在火山口周邊設有「退避壕」，讓遊客可以緊急避難。
另一方面，由於火山活動的緣故，周邊的阿蘇地區有大量的天然溫泉，給當地帶來很大的觀光收益。

## 地理

### 阿蘇五岳
阿蘇山其實並不是單指一座山，而是位於阿蘇火山臼地形中心區域的火山群的總稱，其中五座最高的山岳被稱為「阿蘇五岳」，包括：
- 高（1,592m）
- 中（1,506m）
- 根子（1,408m）
- 烏帽子（1,337m）
- 杵島（1,270m）

中岳至今仍有頻繁火山活動，是一座活火山。

### 火山臼
在30萬年前至9萬年前，阿蘇山共發生了四次的爆發，形成了現在的巨大火山臼地形，整個火山臼的東西約18公里寬，南北約25公里寬，現在有將近五萬的人口居住於此火山臼中。在火山臼地形中，被位於中央的火山群分成南北兩個部分，北側稱為「阿蘇谷」，現屬阿蘇市，南側稱為「南鄉谷」，現屬南阿蘇村及高森町。
常有旅遊宣傳資料提到阿蘇火山臼是「世界最大的火山臼」，但實際上此說法是錯誤的，世界最大的火山臼地形是位於印度尼西亚蘇門達臘島北部的火山湖多巴湖所在的火山臼，其內徑最長距離達100公里，最短範圍也達30公里，總面積1,130平方公里。甚至在日本國內也不是最大的火山臼，日本最大的火山臼地形是位於北海道的屈斜路火山臼，其內徑最長距離達26公里，短徑20公里，阿蘇山的火山臼地形規模實際在日本國內排名第二，只在九州島內才是第一。

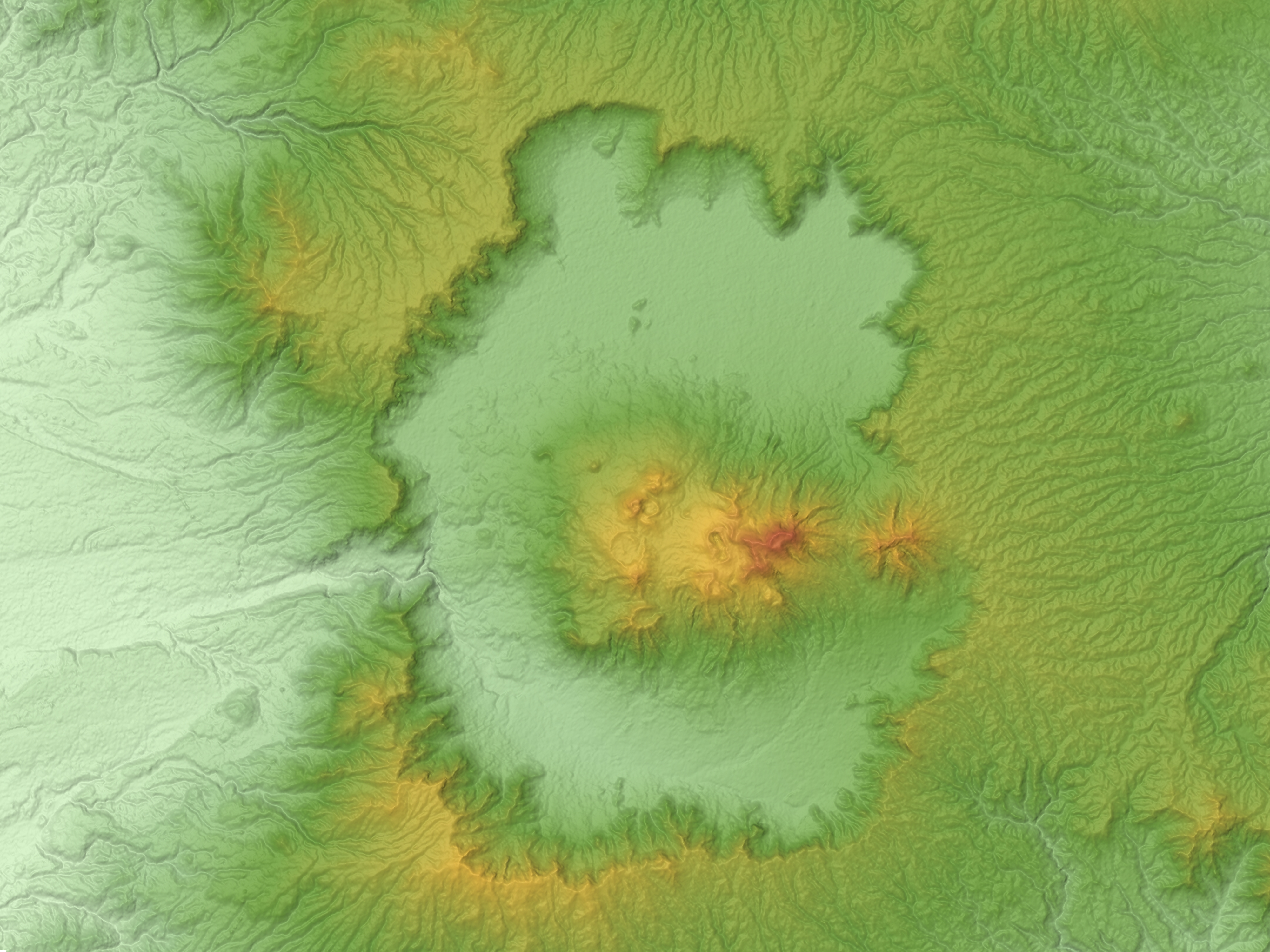
阿蘇火山臼地型圖
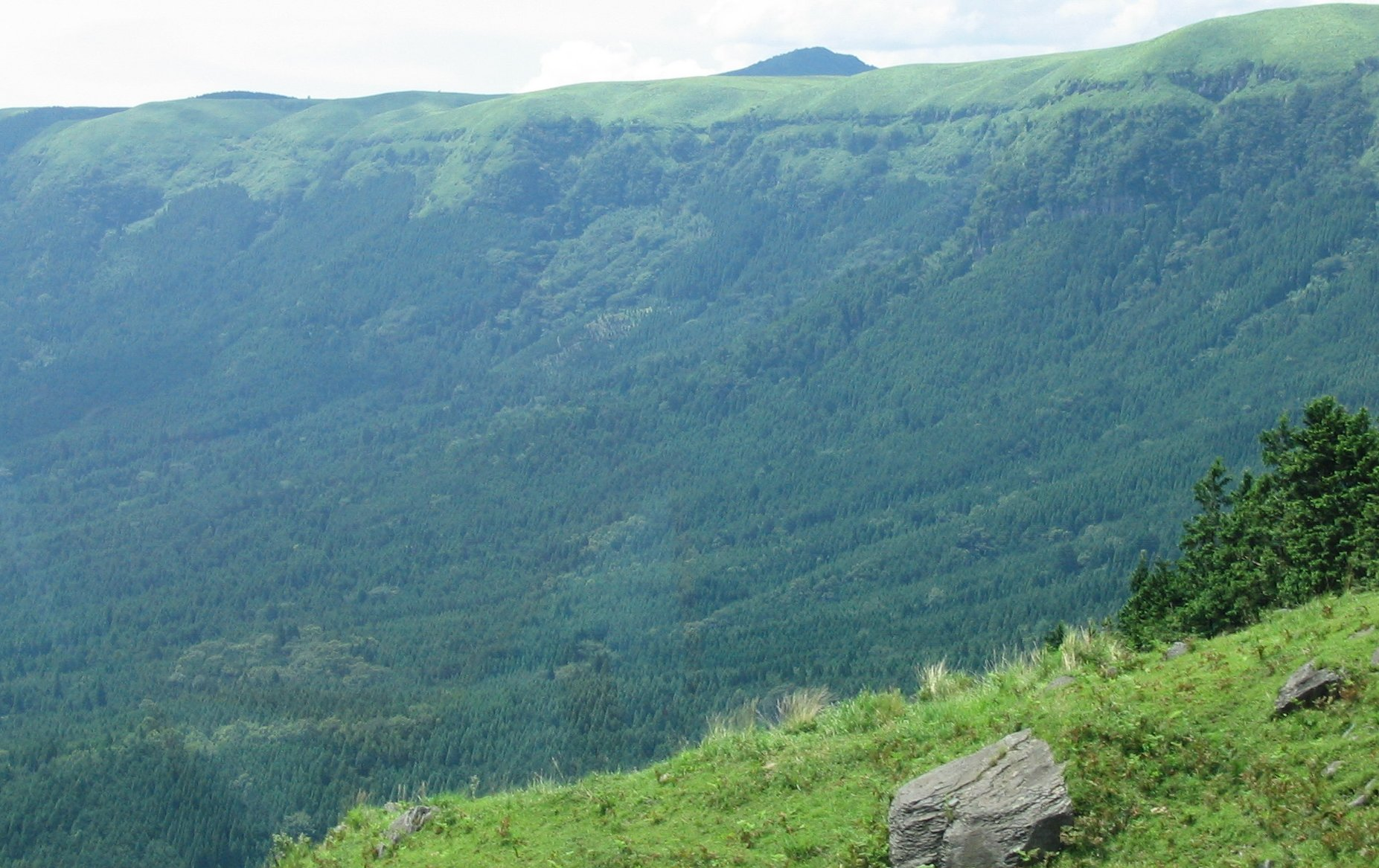
阿蘇火山臼地型
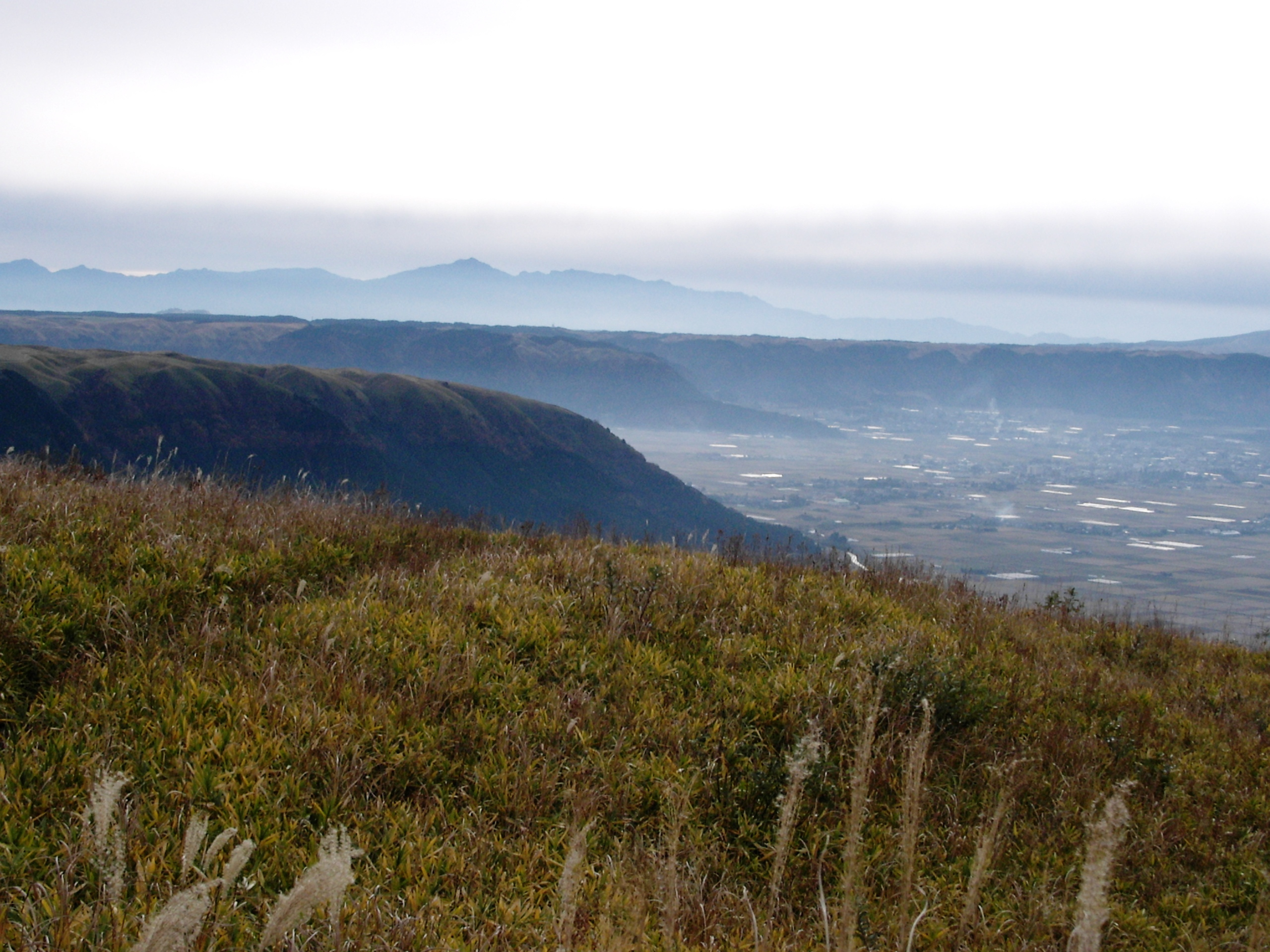
阿蘇火山臼地型

### 火山碎屑流台地
9萬年前的火山爆發約噴出了600立方公里的火山碎屑流，相當於一座富士山的體積，推測覆蓋了九州的半數地區，其中並在九州的中央地區形成了一個「火山碎屑流台地」，範圍包括熊本縣高森町東南部、山都町北部、宮崎縣五瀨町北部、高千穗町、大分縣竹田市。

## 歷史

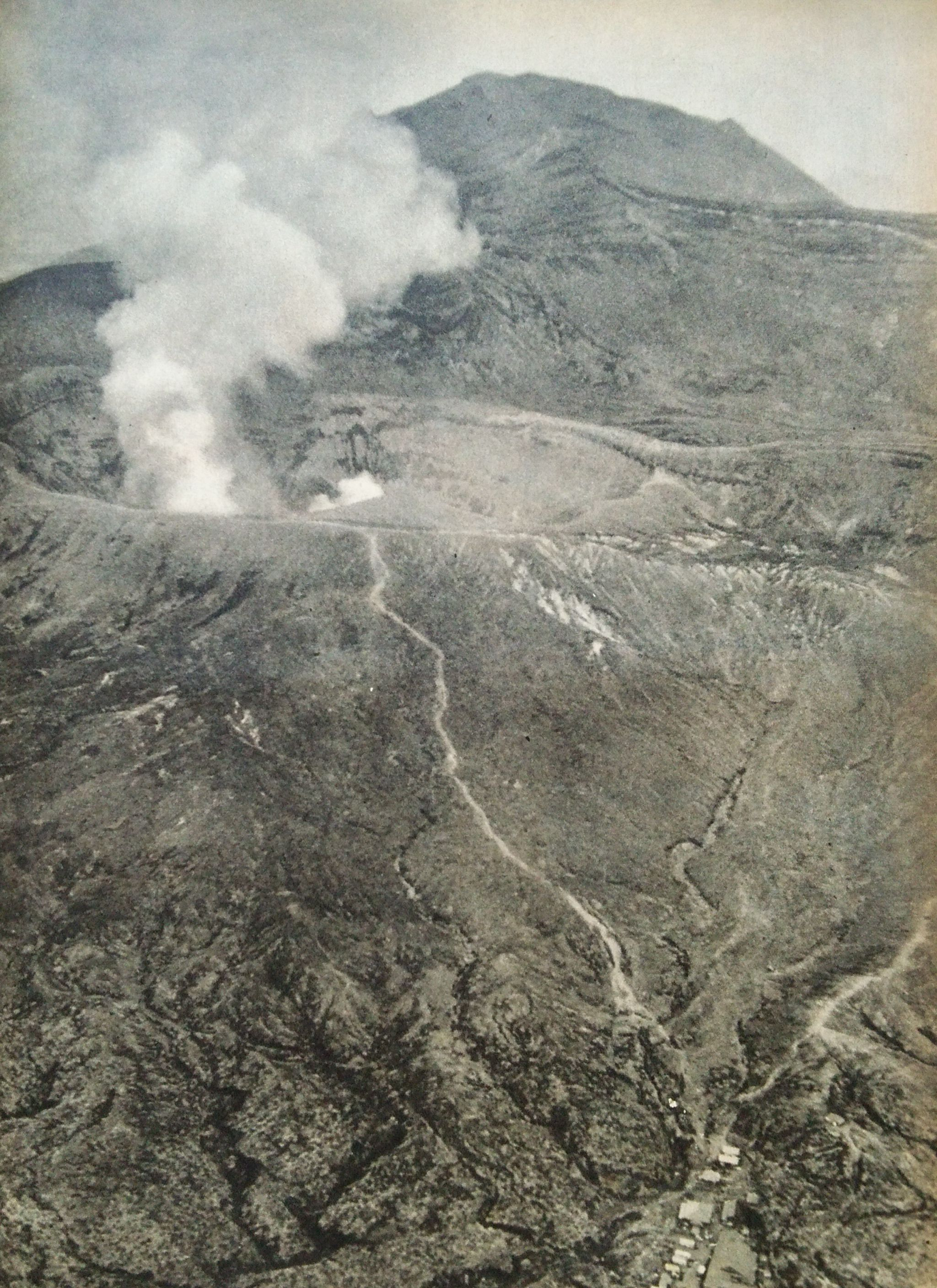
1953年的火山爆發

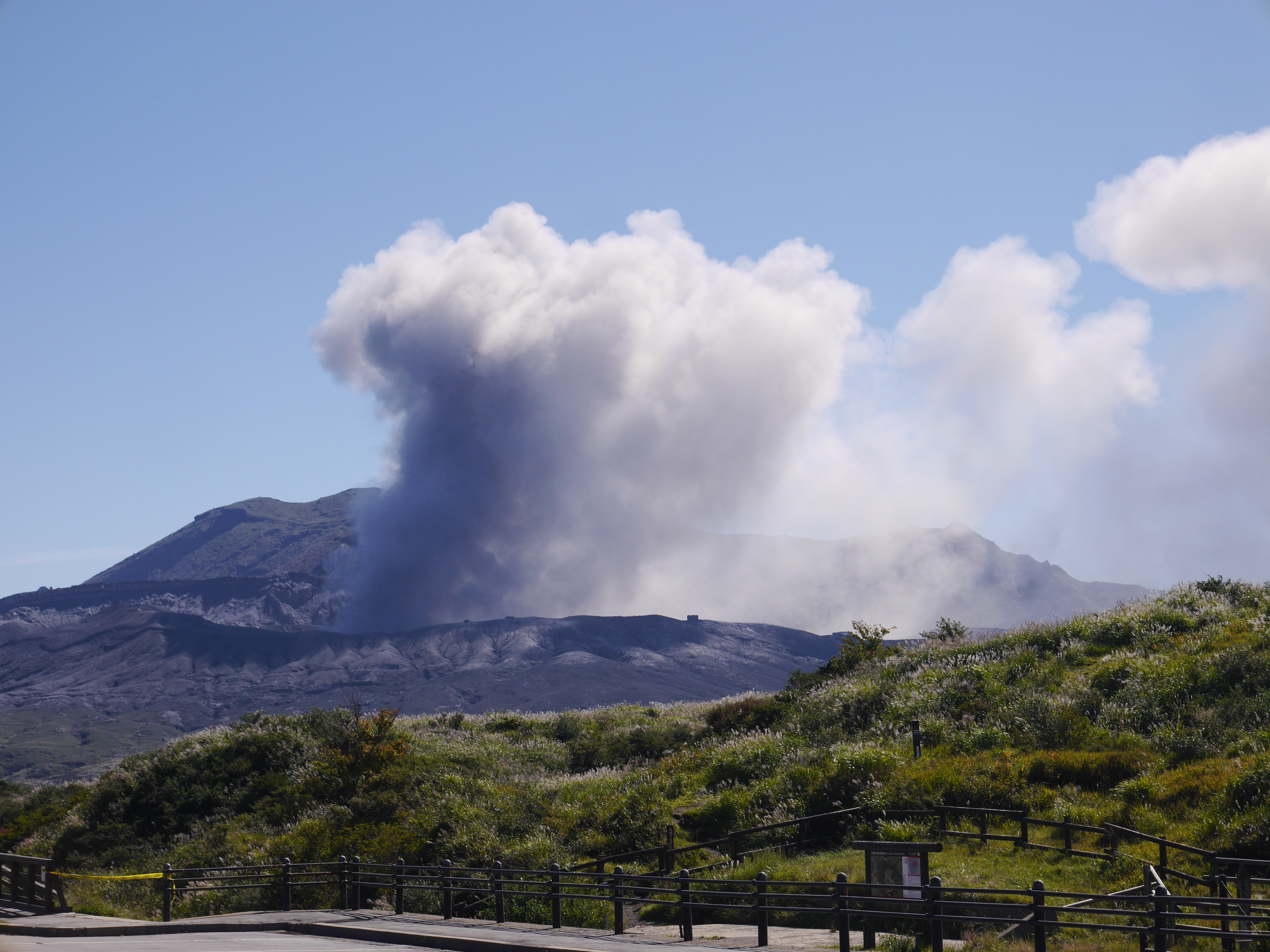
2015年的火山爆發後5天

在古代中日交流的時代就有提到阿蘇山，日本人並已經發現這是會爆發的火山，在當地還形成了祭祀的習俗，在中國史書《隋書·東夷傳》曾有記載：「有阿蘇山，其石無故火起接天者，俗以爲異，因行祭禱。」

### 近代主要火山活動
- 1274年：爆發產生的火山灰造成周邊田地荒廢。
- 1558年-1559年：形成新火山口。
- 1772年-1780年：爆發產生的火山灰影響周邊農作。
- 1816年：水蒸氣爆發，造成1人死亡。
- 1854年2月26日：火山爆發，造成3名參拜者死亡。
- 1872年12月30日：火山爆發，造成數名開採硫磺人員死亡。
- 1884年：中央火口最北側形成新的火山口。
- 1929年：火山爆發形成大量火山灰，影響周邊農作及畜牧。
- 1932年12月18日：火山爆發造成火山口周邊13人受傷。
- 1933年：第一、第二火山口爆發，噴出直徑近1公尺的飛石，飛至數百公尺外。
- 1953年：噴出的飛石造成觀光客6人死亡、90余人受傷。
- 1958年：噴出的飛石造成12人死亡、28人受傷。
- 1974年-1975年：持續爆發及噴火。
- 1979年：爆發造成楢尾岳周邊3人死亡、2人重傷、9名輕傷，仙醉峽纜車的火口東站站體受損。
- 1989年：爆發產生的火山灰影響周邊地區農作。
- 2007年12月1日：日本氣象廳開始採用火山噴發預警級別，最初阿蘇山的火山噴發預警級別被列為1級（平常），一直到2014年以前，阿蘇山的火山噴發預警級別多次在1級和2級（火山口周邊管制）之間來回變化。
- 2011年：東日本大地震發生後，阿蘇火山口西北側10公里處一度發生頻繁地震活動。
- 2015年9月14日：中岳第一火山口爆發，產生的噴煙高度達2,000公尺，火山噴發預警級別提高為3級（入山管制）[5]，直到同年11月24日才恢復至2級。[6]，此後一直到2016年期間，阿蘇山的火山噴發預警級別多次在2級和3級之間來回變化，直到2017年火山噴發才減緩，並將火山噴發預警級別降至1級。
- 2016年4月16日：熊本地震造成火山口部分山壁崩落，不久後發生阿蘇山出現小規模爆發，火山噴煙高度達約100公尺。
- 2019年：3月開始，中岳陸續開始小規模噴發，火山噴發預警級別再次從1級升至2級（火山口周邊管制）。[7]
- 2019年7月26日：當日7時57分，中岳噴發，範圍約一公里，伴隨著大量的碎石及火山碎屑流警戒。[8]
- 2021年10月20日：當日11時43分，中岳第一火山口噴發，火山噴煙高度約3500公尺，火山碎屑流範圍逾一公里，火山噴發預警級別提高為3級。[9]

## 觀光

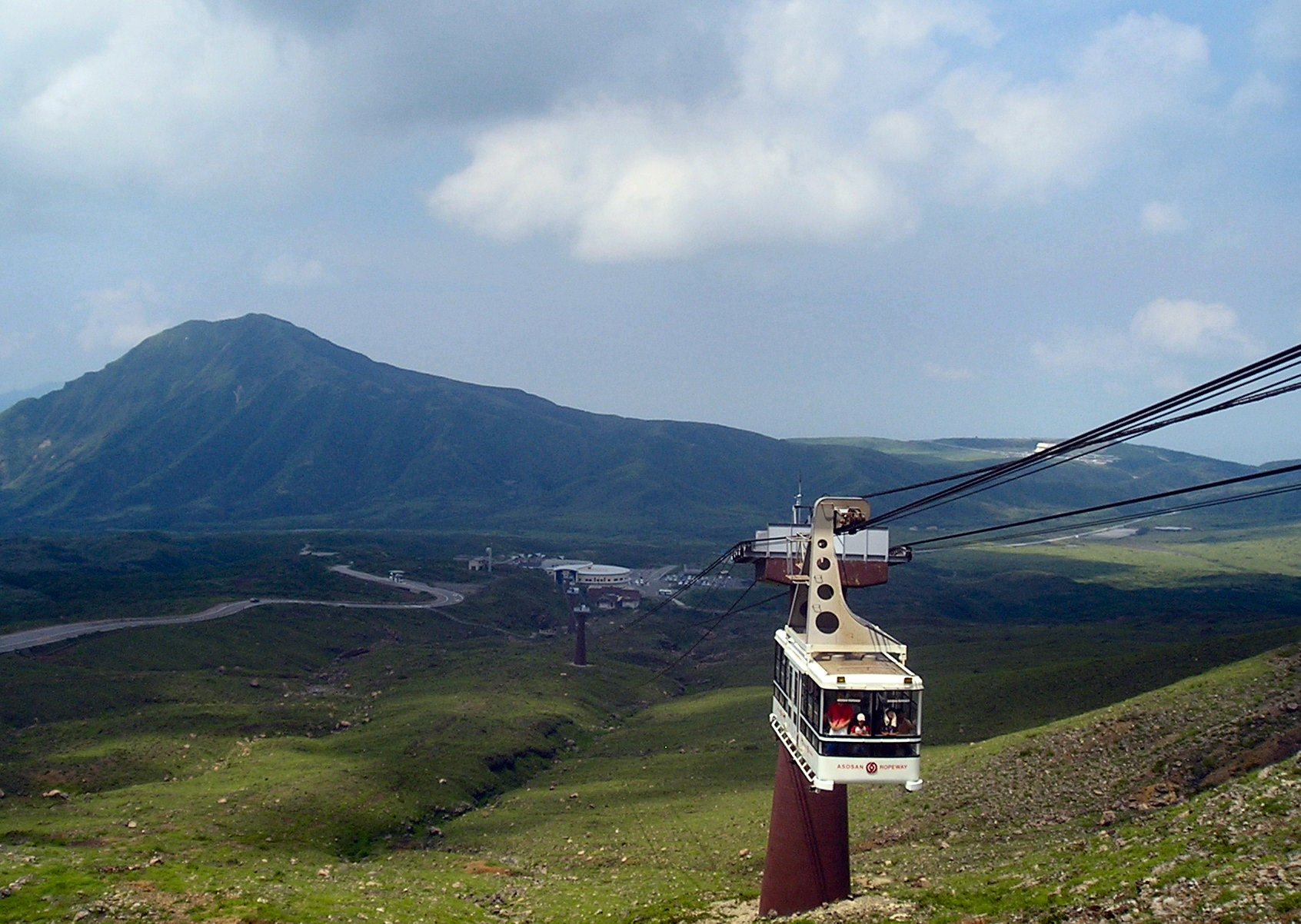
阿蘇山纜車

九州旅客鐵道（JR九州）豐肥本線從熊本車站到阿蘇地區的宮地車站之間設有觀光列車。
過去可從山麓西側搭乘阿蘇山纜車到達中岳火山口旁，但2014年起因阿蘇山的火山活動破壞了纜車設備，纜車站也於2019年拆除；目前除了自行開車上山外，也有觀光接駁車可以載送旅客到火山口旁。
在山麓東側以前也曾有仙醉峽纜車可前往中岳火山口東側，但在2010年後因市政府財政無法繼續維持營運而停止使用。

### 阿蘇火山博物館

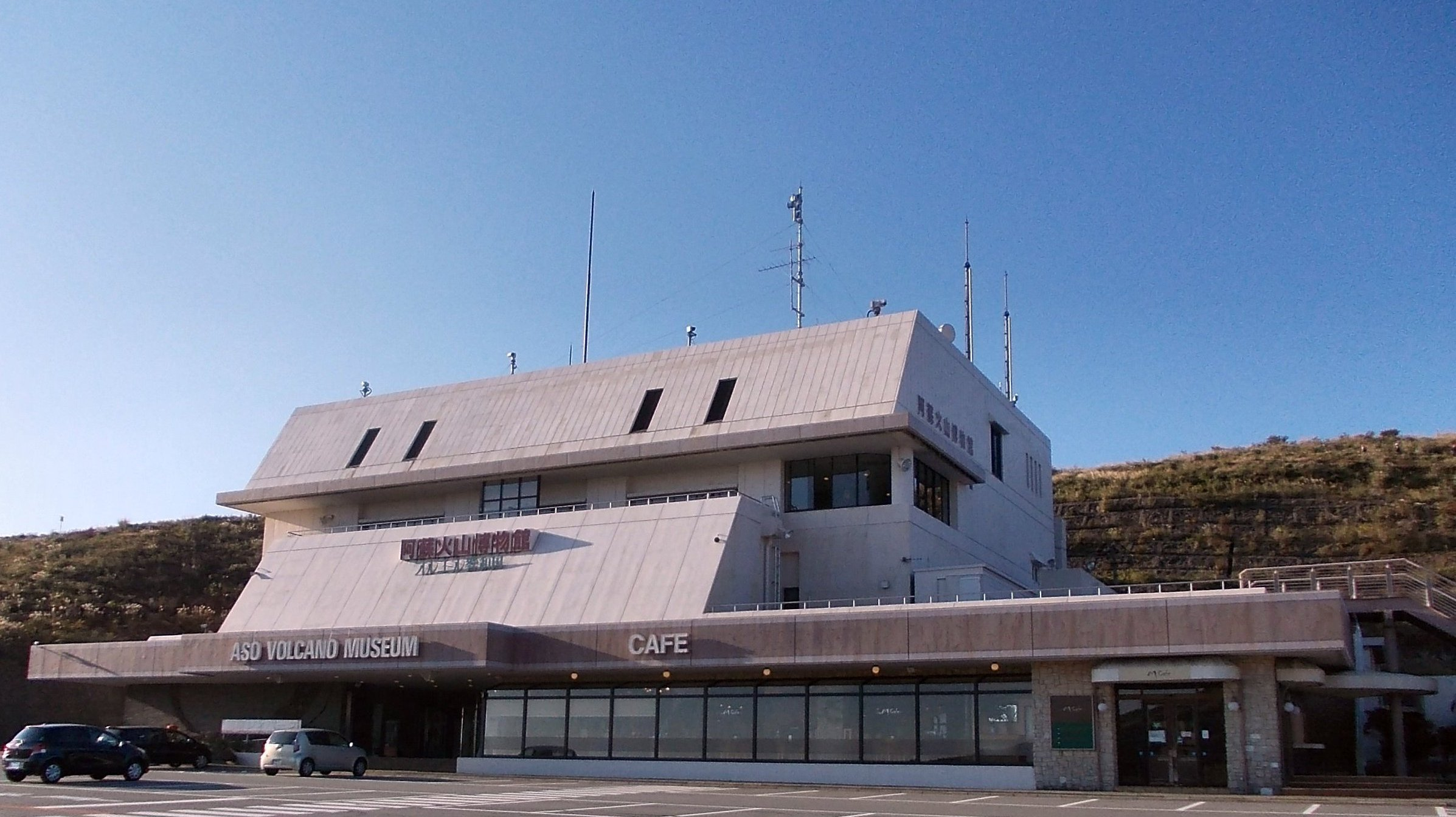
阿蘇火山博物館

阿蘇火山博物館設於烏帽子岳與杵島岳之間的平台地上，是日本最具規模的火山博物館，除介紹火山相關知識，並提供動態的阿蘇火山模型供遊客觀賞，亦有介紹阿蘇當地的歷史文物與自然風光。
除此之外，還可以透過設置在中岳火山口的二台觀測攝影機，來觀察火山裡面的狀況。

### 溫泉
附近有垂玉溫泉、地獄溫泉、白水溫泉、湯之谷溫泉、阿蘇赤水溫泉等許多溫泉，整個地區被統稱為阿蘇溫泉郷，其中阿蘇內牧溫泉有80個以上泉眼，是阿蘇地區最大的溫泉區。

## 相關圖片

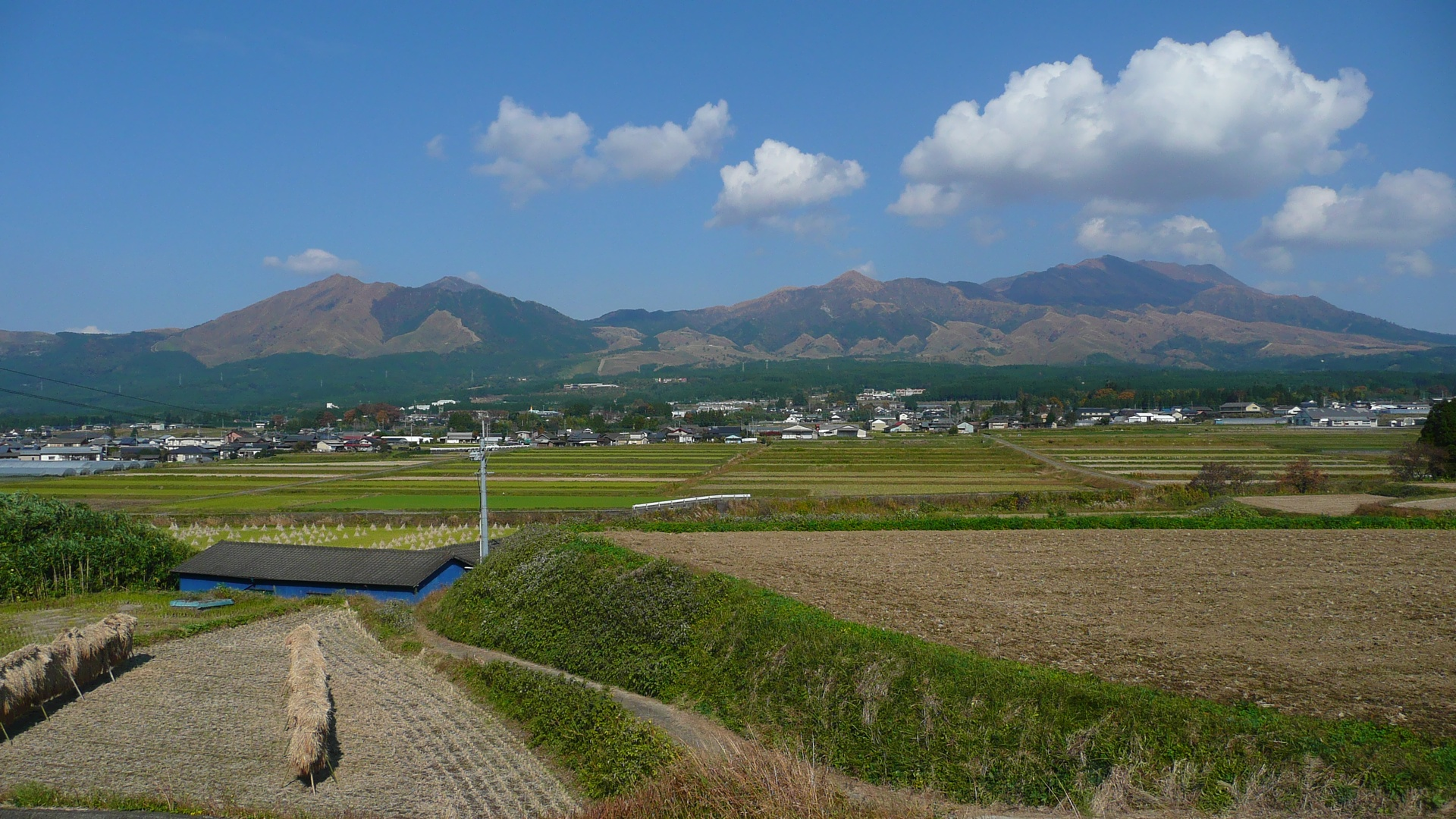
從南阿蘇村久石地區遠眺阿蘇山
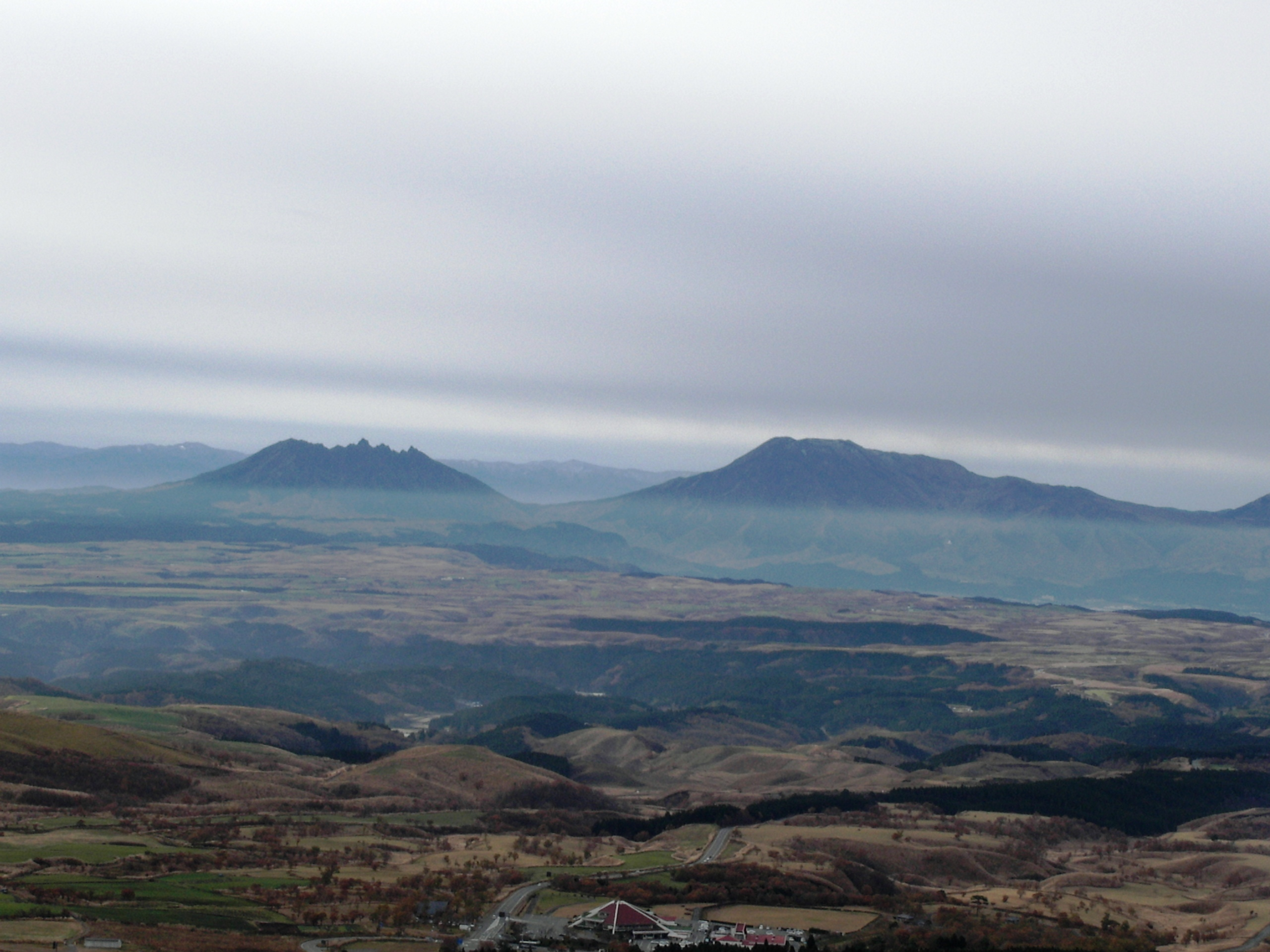
從北側看到的阿蘇火山臼地型，包括根子岳及中岳
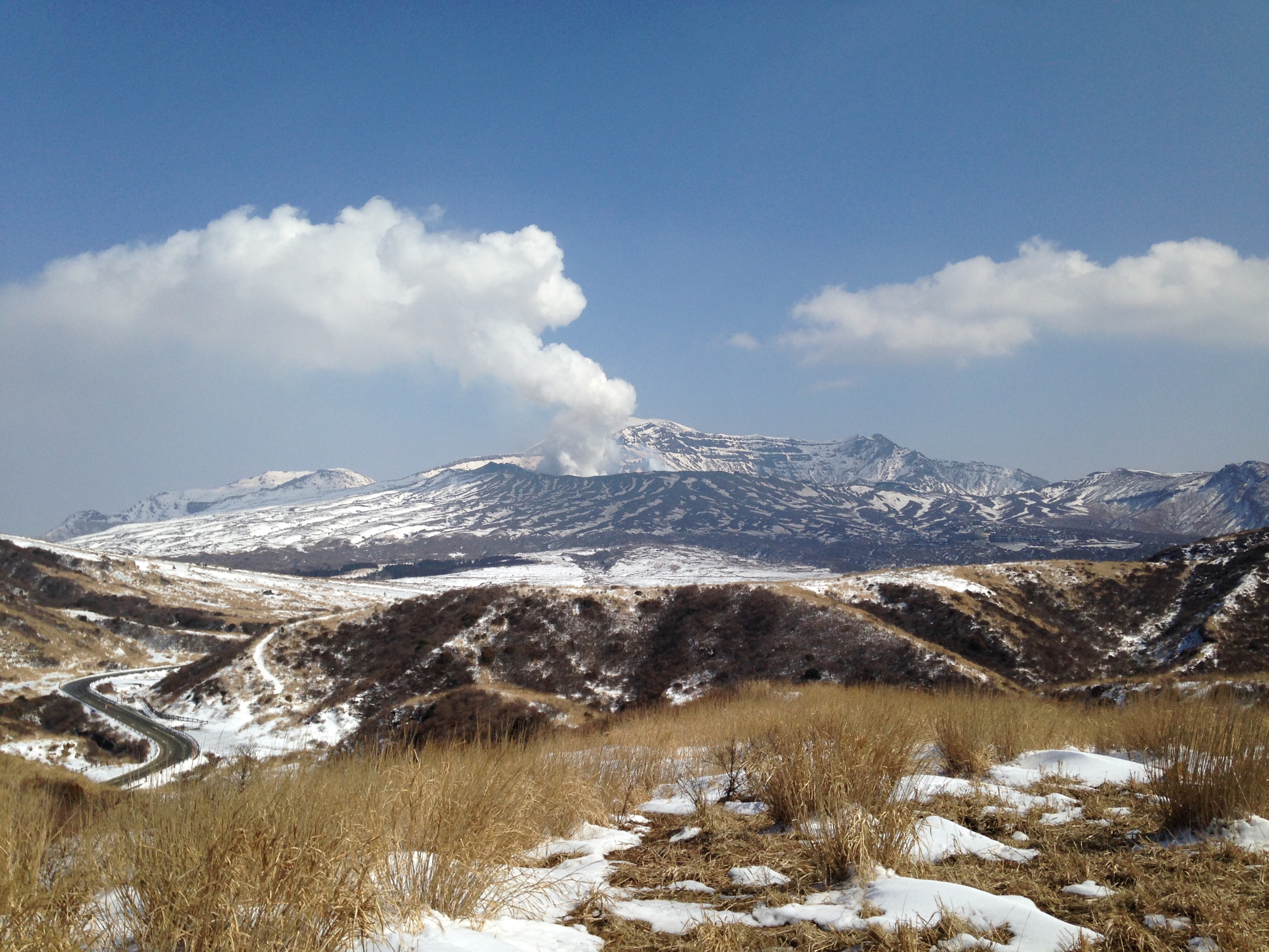
從草千里東側山丘望向中岳
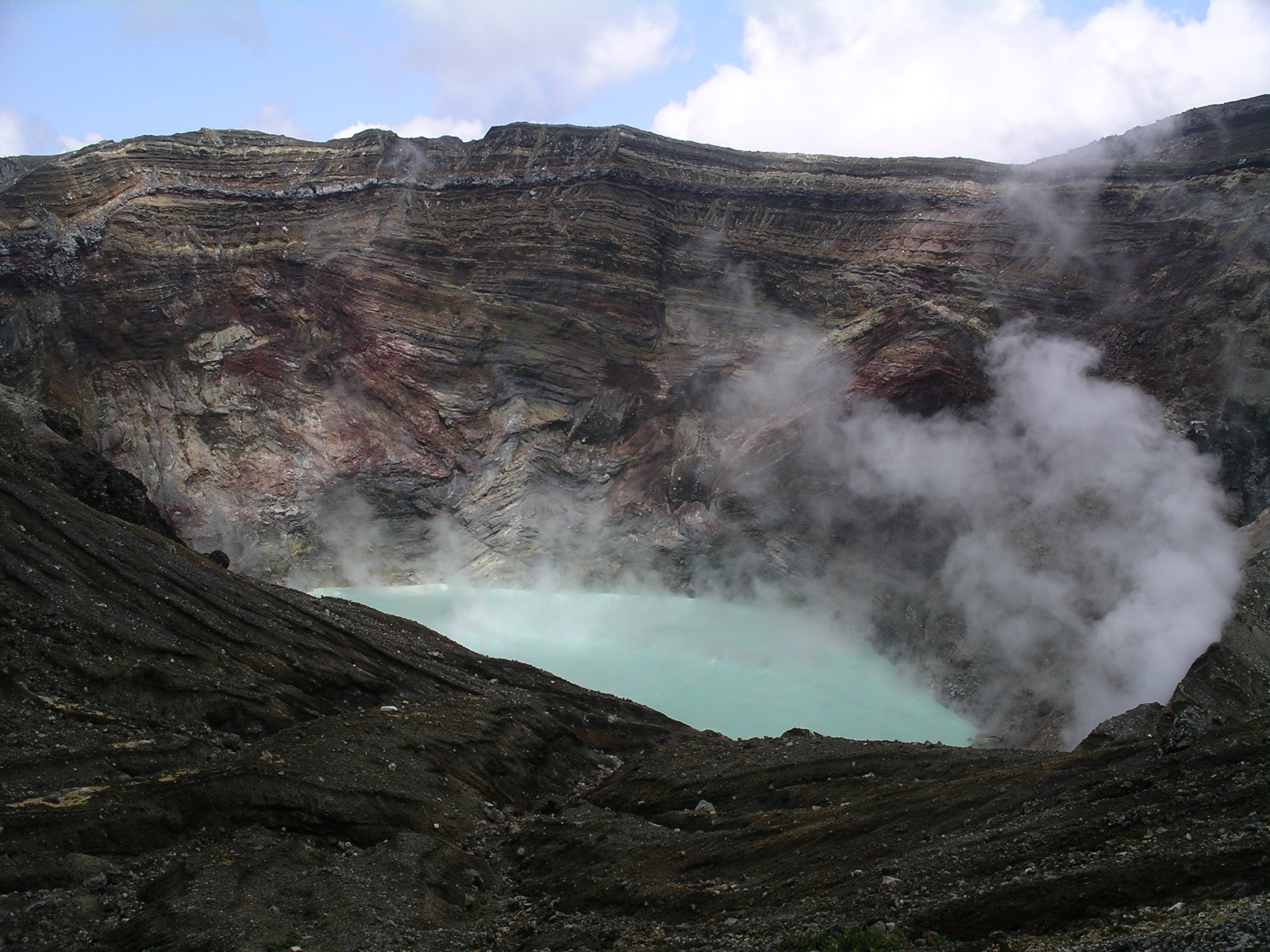
中岳火山口
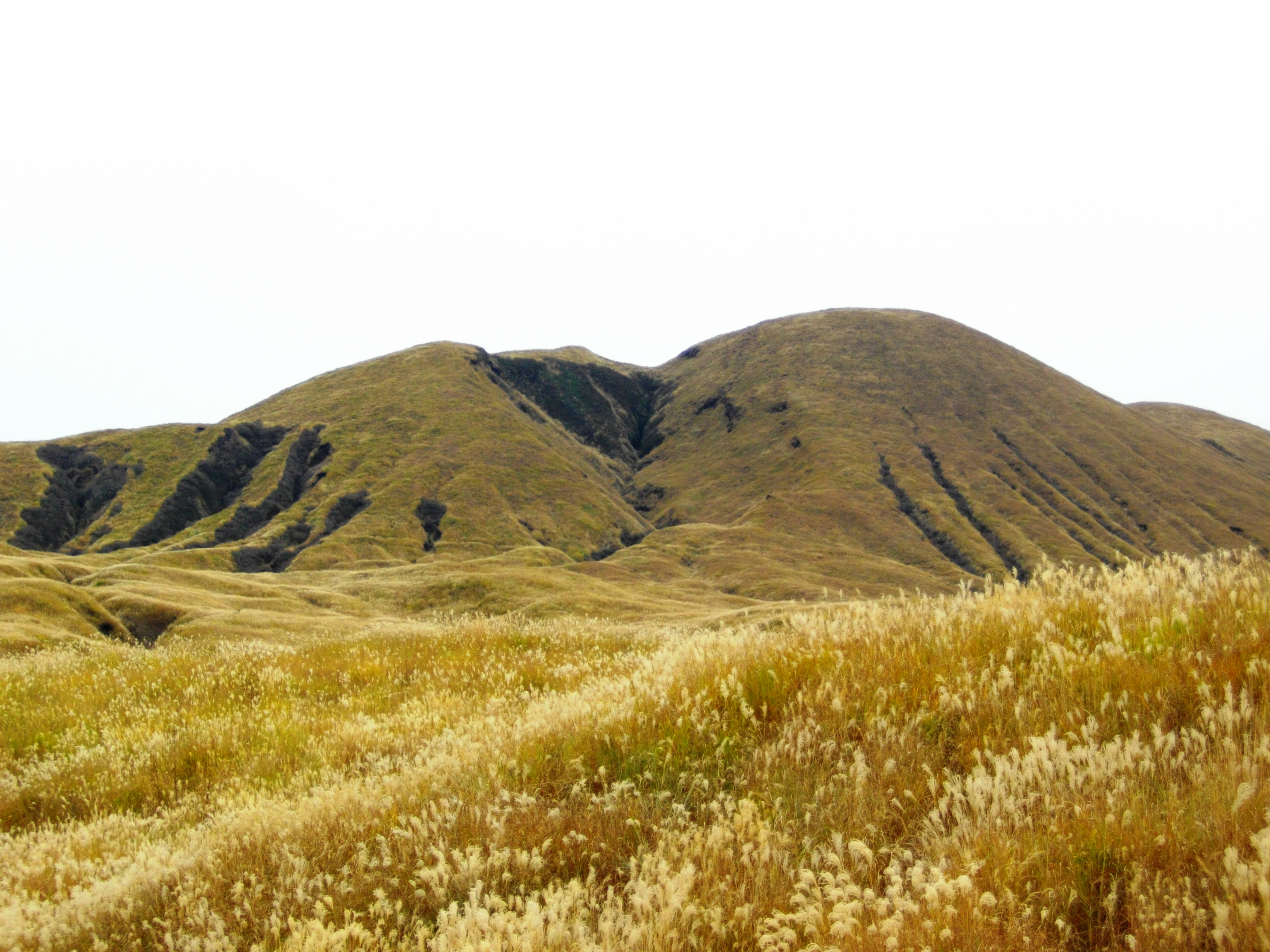
杵島岳
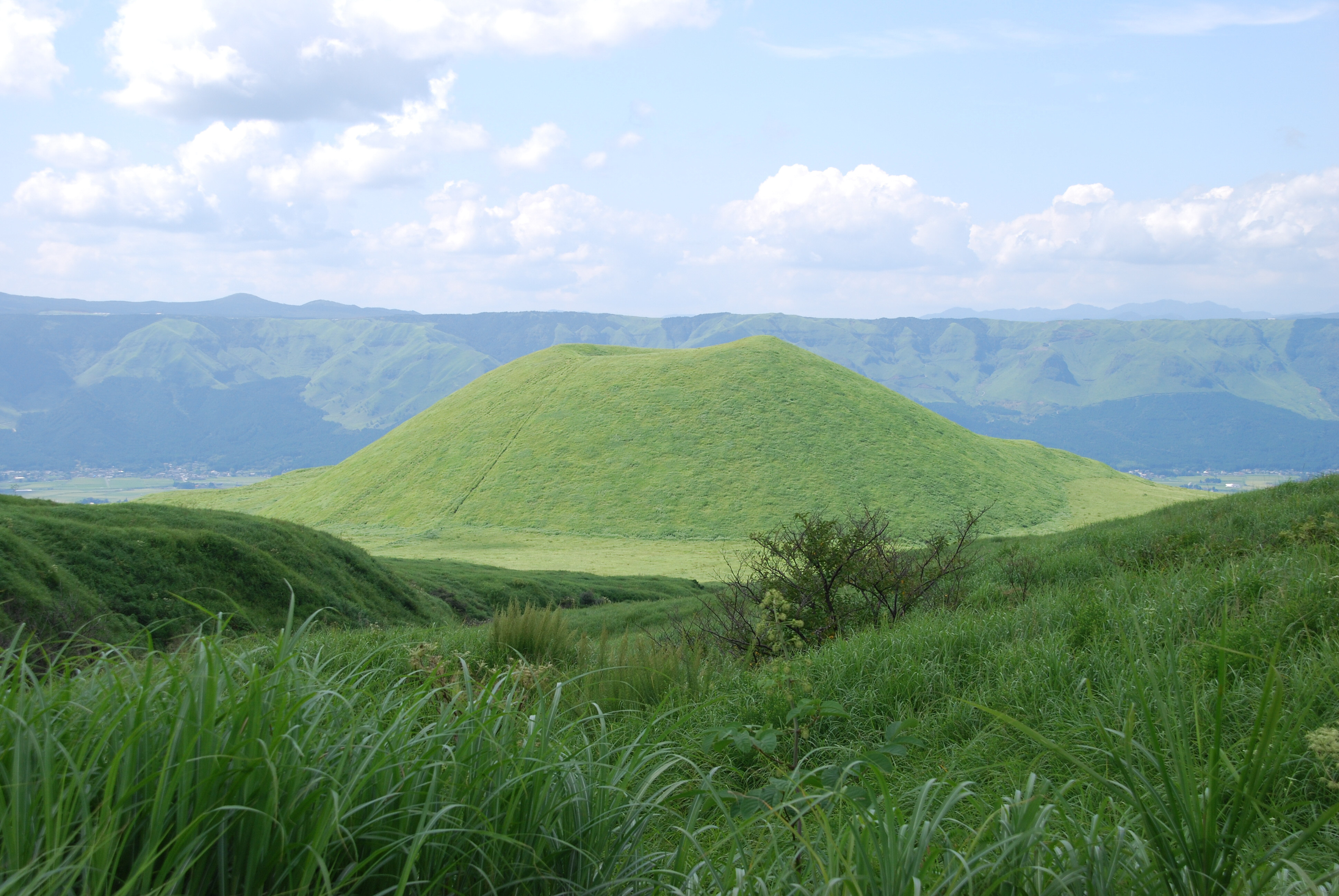
火山渣錐 - 米塚
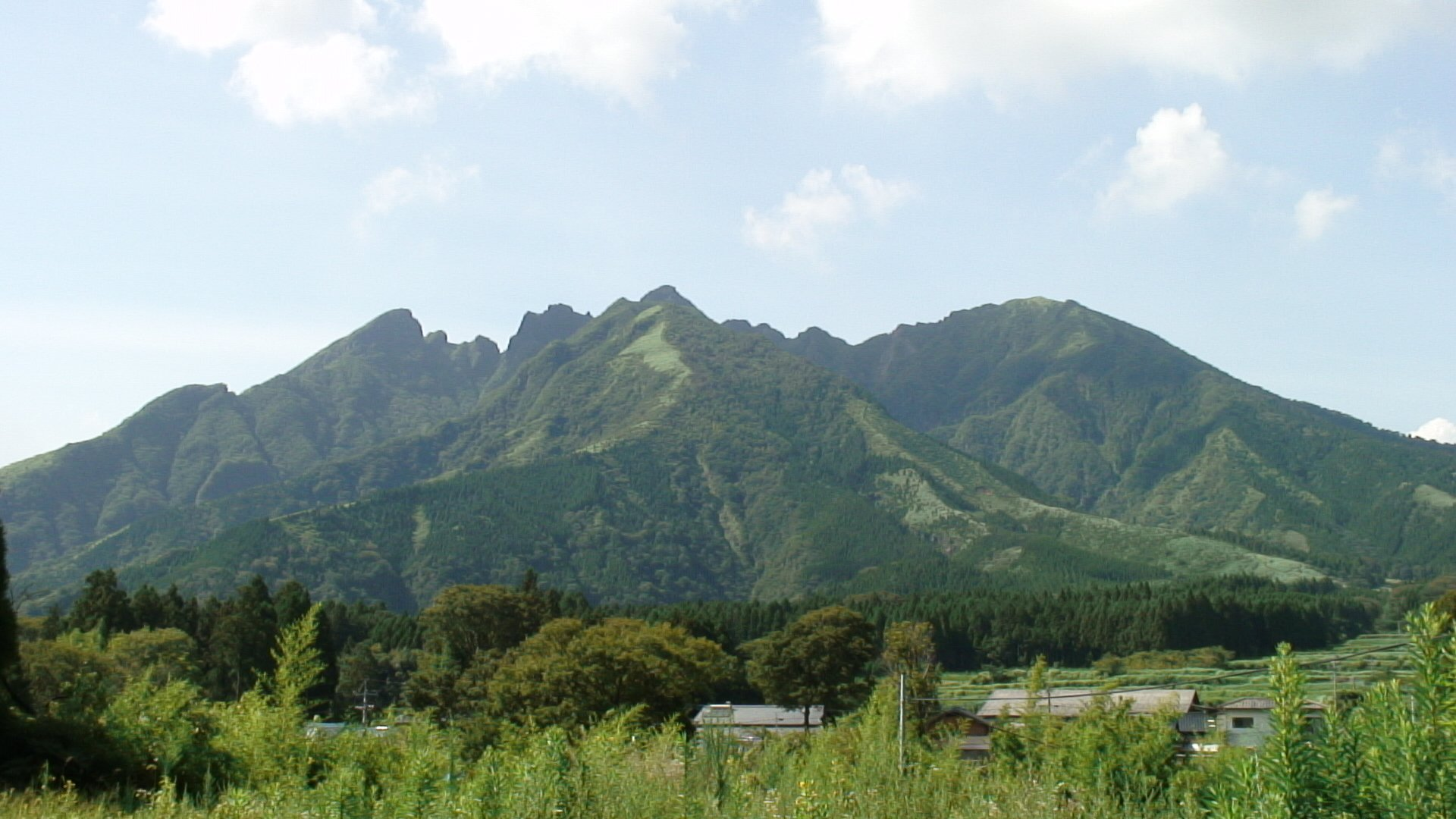
根子岳
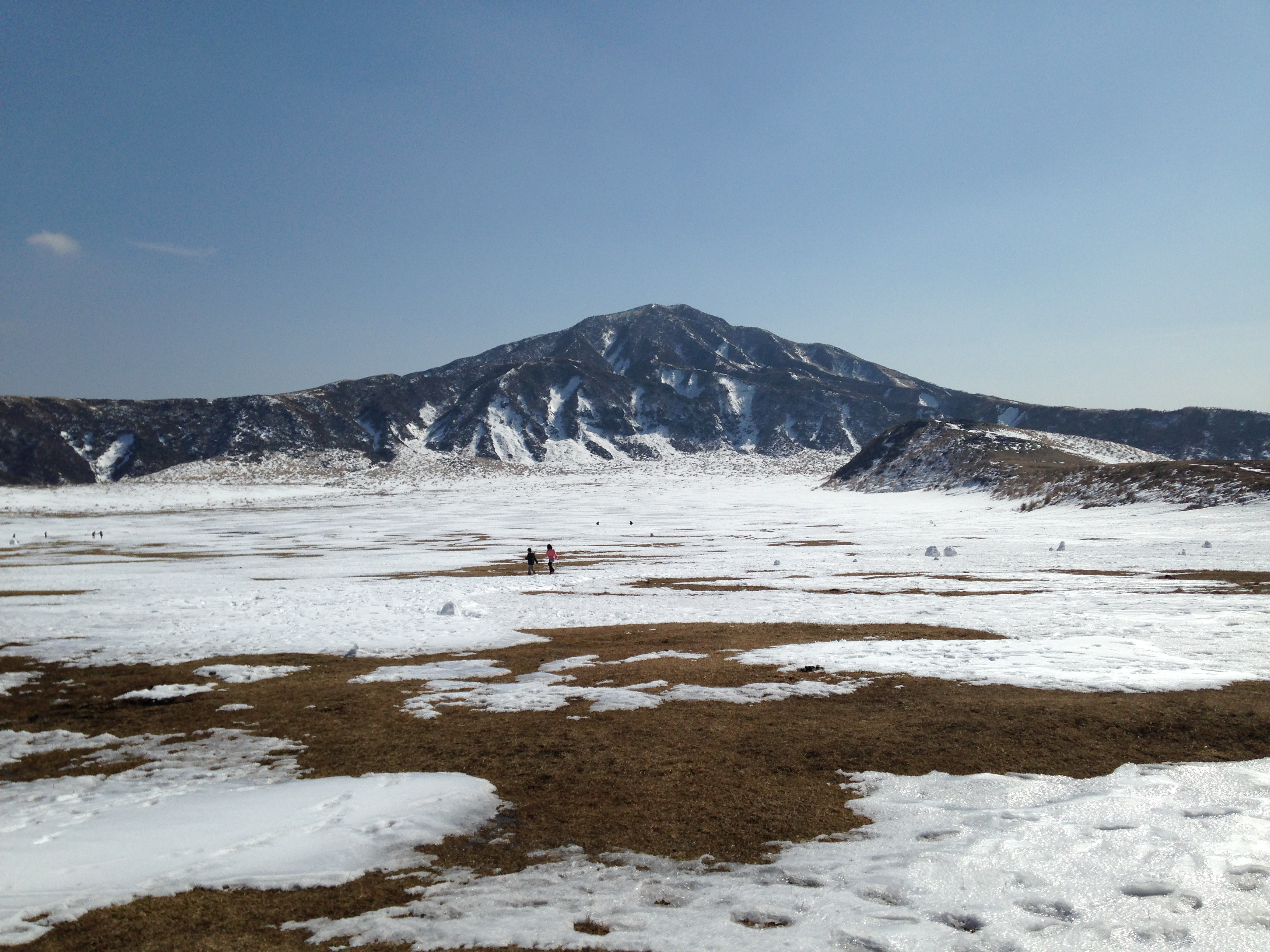
冬季的烏帽子岳與草千里
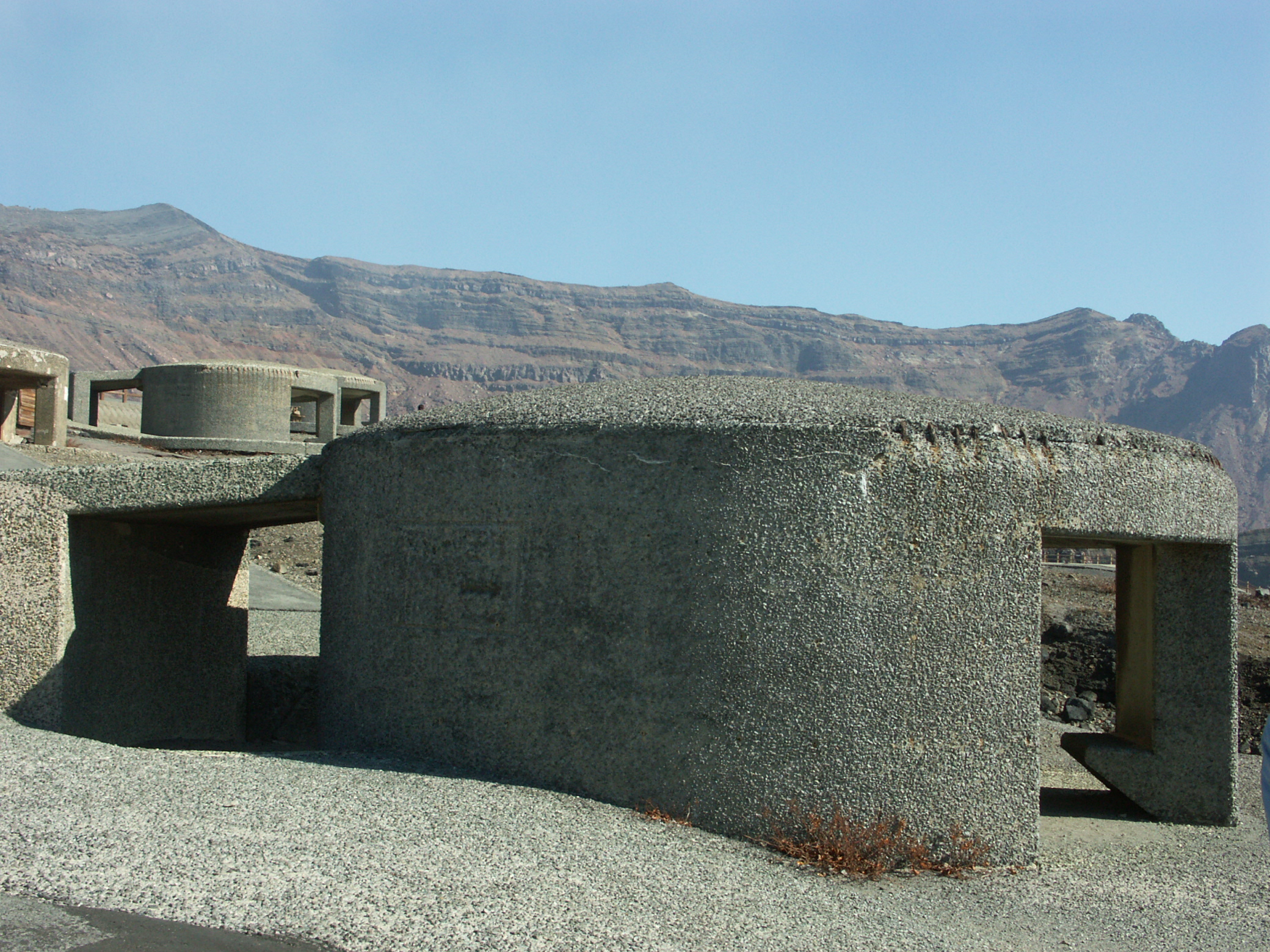
設於中岳火山口附近的退避壕

## 外部連結
- 気象庁
  - 阿蘇山 （页面存档备份，存于）
  - 日本活火山総覧 第4版 阿蘇山PDF
- 火山土地条件図 阿蘇山PDF - 国土地理院
- 阿蘇山 （页面存档备份，存于） - 産業技術総合研究所 地質調査総合センター
- Asosan （页面存档备份，存于） - Smithsonian Institution: Global Volcanism Program
- 防災関連
  - 阿蘇山火山防災マップ （页面存档备份，存于） 防災科学技術研究所
  - 阿蘇山火山防災連絡事務所 （页面存档备份，存于）
  - 阿蘇火山火口規制情報 （页面存档备份，存于） 阿蘇火山防災会議協議会
  - 阿蘇山火山防災マップ （页面存档备份，存于） 熊本県
  - 阿蘇山火山防災マップ （页面存档备份，存于） 阿蘇市
- 阿蘇火山博物館 （页面存档备份，存于）